# Smilax laurifolia
Smilax laurifolia là một loài thực vật có hoa trong họ Smilacaceae. Loài này được Carl von Linné miêu tả khoa học đầu tiên năm 1753.